# Перші п'ятнадцять життів Гаррі Оґеста
Перші п'ятнадцять життів Гаррі Оґеста — науково-фантастичний роман британської письменниці Кетрін Вебб, вперше опублікований в квітні 2014 року під псевдонімом Клер Норт. Роман отримав схвальні рецензії багатьох авторів та літературних критиків, отримав меморіальну премію імені Джона Кемпбелла та премію «Ігнотус». Видання Вашингтон пост назвало цей роман книгою року. 
Українською мовою роман перекладено і видано видавництвом Vivat 2022 року.

## Сюжет
В центрі сюжету історія життя і смерті Гаррі Оґеста, чоловіка що народився у жіночій вбиральні залізничної станції Бервік-на-Твіді, першого січня 1919 року. Мати Гаррі померла під час пологів і на хлопця чекало важке сповнене негараздів життя. 1989 року Гаррі помирає в лікарні міста Ньюкасл від множинної мієломи... і народжується знову у жіночій вбиральні, на початку ХХ століття. Таких як Гаррі називають «Калачакрами» чи «Уроборами», вони проживають своє життя багато разів, і щоразу після смерті, народжуються знову, в той же час, в тому ж місці й за тих же обставин, що й вперше. Лише їхня пам'ять пов'язує воєдино весь ланцюжок їх численних життів. Після чергового народження уробори зберігають спогади про свої попередні прожиті життя. Існує таємний клуб «Хронос» який поєднує уроборів з різних часів та епох. 
Книга охоплює період з 15 життів Гаррі Оґеста, проживаючи які він дізнається більше про власну природу, при інших уроборів, і про катаклізм який насувається і загрожує загибеллю всьому людству. Осягнувши причини виникнення катаклізму і його наслідки, Гаррі докладає всіх зусиль щоб відвернути цей катаклізм і врятувати людство.
Перші п'ятнадцять життів Гаррі Оґеста — це унікальний твір, який поєднує в собі елементи наукової фантастики, психологічного трилера та філософської притчі. Авторка майстерно досліджує питання часу, пам’яті та відповідальності, створюючи складний і багатогранний сюжет. Події різних життів Гаррі переплітаються, створюючи складну, багаторівневу історію. Читач поступово дізнається про різні епізоди з життя головного героя, що додає глибини та багатогранності сюжету.

## Рецензії
- Письменник та літературний критик Ерік Браун[en] залишив схвальний відгук на книгу, в статті Ґардіан, відзначивши особливу «глибину та інтелектуальну запаморочливість» сюжету роману[4].
- Ненсі Хайтауер у виданні Вашингтон пост робить акцент на стосунках між основними героями роману, стверджуючи, що справжня суть книги полягає в спотворених стосунках Гаррі з його антагоністом Вінсентом. Заклятий ворог Гаррі в певному сенсі стає його найкращим другом і колегою, що робить їхні взаємні зради ще більш неприємними[5].
- Ана Гріло в Kirkus Reviews описує книгу як «День бабака на максималках»! І стверджує що книга дуже захоплива і породжує дуже багато запитань[6].

## Див. Також
- Вічне повернення
- Життя за життям
- День бабака
- Обережно, двері зачиняються